# John Michael Botean
John Michael Botean (Canton, Ohio, 1955. július 9. –) román származású amerikai görögkatolikus pap, a Cantoni Szent György egyházmegye második püspöke.

## Élete a püspökké szenteléséig
Román–amerikai házaspár, John és Amelia Botean (született: Popa) gyermekeként született. Egy öccse van, Mark S. Botean.
1986. május 18-án szentelték pappá. 1993-ban az egyházmegye apostoli adminisztrátorává, 1996. március 29-én püspökévé nevezték ki, és még azon év augusztus 24-én püspökké szentelte Lucian Mureșan érsek Judson Michael Procyk érsek és Nicholas Samra társszentelők segítségével.

## Tevékenységei
Az egyházmegye második püspökeként azon dolgozott, hogy az egyházmegye megfeleljen mind az amerikai, mind a román követelményeknek, ezt a célt el is érte. 2005-ben nagyböjti pásztorlevélben szólalt fel az iraki háború ellen, amivel nagy figyelmet keltett, mivel az amerikai főpásztorok közül csak ő tette meg ezt.
1. 1 2  GCatholic.org (angol nyelven). (Hozzáférés: 2022. október 17.)